# 성동야저우
《성동야저우》는 2012년 중국에서 방송된 글로벌 가수 서바이벌 프로그램이다.